# Andrej Fetisov
Andrej Sergejevitsj Fetisov (Russisch: Андрей Сергеевич Фетисов) (Novokoeznetsk, 19 januari 1972), is een voormalig professionele basketbalspeler die speelde voor het nationale team van Rusland.

## Carrière
Fetisov begon zijn profcarrière bij Spartak Sint-Petersburg in 1991. In 1993 ging Fetisov naar Spanje om te spelen voor CB Valladolid en FC Barcelona. In 1994 werd Fetisov gedraft door de Boston Celtics. Werd geruild met de Milwaukee Bucks maar speelde nooit in de NBA. In 1996 stapte Fetisov over naar Dinamo Moskou. In 1997 verliet Fetisov Dinamo Moskou en vertrok naar Italië om te spelen voor Basket Rimini Crabs. In 1998 ging Fetisov spelen voor Avtodor Saratov. Na een jaar keerde Fetisov terug bij Spartak Sint-Petersburg. In 2000 vertrok Fetisov naar grootmacht CSKA Moskou. Ging na een jaar naar Polen om te spelen voor Śląsk Wrocław maar keerde na een seizoen weer terug naar CSKA Moskou. In 2002 vertrok Fetisov naar UNICS Kazan. In 2003 ging Fetisov spelen voor Dinamo Moskou. In 2005 ging Fetisov naar Lokomotiv Rostov. Na een jaar sloot Fetisov zijn loopbaan af bij Spartak Primorje Vladivostok. In 2007 stopte Fetisov met basketballen. Hij kreeg de onderscheiding Meester in de sport van Rusland.

## Privé
Fetisov is getrouwd met Joelia en ze hebben een dochter Irina Fetisova die speelt voor het nationale volleybal-team van Rusland.

## Erelijst
- Landskampioen Rusland: 
  - Tweede: 1993, 1999, 2005
  - Derde: 2003, 2004
- Bekerwinnaar Rusland: 1
  - Winnaar: 2003
  - Runner-up: 2000
- Wereldkampioenschap:
  - Zilver: 1994
- Europees Kampioenschap:
  - Zilver: 1993
  - Brons: 1997